# Иманкара (пещера)
Иманкара (каз. Иманқара) или Имангара (каз. Иманғара) — пещера в западном склоне одноимённой горы на территории Жылыойского района Атырауской области Казахстана.

## Описание
Пещера Иманкара проходит через асфальтосодержащие осадочные породы. Вход в пещеру находится на западном склоне горы Иманкара. Пещера начинается с основного ствола длиной приблизительно 10 м, в глубине разделяющегося на два рукава. Левый рукав составляет 10-12 м в длину и имеет ответвление, образующее комнату размерами 2 × 1,5 м. Правый рукав, вытянутый на 7-8 м в длину, также обладает небольшим ответвлением в виде комнаты размерами 1 × 1,5 м. Уклон ходов пещеры невелик. Высота потолков составляет в среднем 2 м, высота входа существенно ниже. Ширина ходов составляет 2,5 м. Глубина пещеры — 25 м.
На стенах пещеры просматриваются многочисленные следы рубящего инструмента. Это свидетельствует о большом объёме работы по расширению коридоров, проделанной древними людьми.
К настоящему времени пещера в значительной степени остаётся заваленной различным мусором.

## История
Люди впервые посетили Иманкару в эпоху раннего неолита, в V—III тысячелетиях до н. э. Следующие поселения датируются периодом со времён раннего железного века вплоть до Средневековья. При этом пещера сперва использовалась в качестве жилища, а в дальнейшем в ней было организовано подземное культовое сооружение. Обитатели пещеры в значительной степени изменили её первоначальный облик, однако не стремились продвинуться в глубь горы.
В 1911 году в пещере был организован штаб инженеров Альфреда Нобеля, принимавшего участие в освоении нефтегазоносных бассейнов Западного Казахстана. У подножия горы и по сей день стоит остов буровой установки начала XX века.
В 1944 году во время Великой Отечественной войны гитлеровцы высадили на территорию Казахской ССР воздушный десант, состоявший из солдат Туркестанского легиона. По замыслу командования, диверсионная группа должна была заручиться поддержкой местного населения. Однако этого не произошло, и диверсантам пришлось скрыться в пещере Иманкара, где они и были уничтожены оперативниками НКВД в ходе перестрелки.
Археологические исследования Иманкары организовывались как в советское время, так и в 1990-е годы в независимом Казахстане.